# Austin Peay

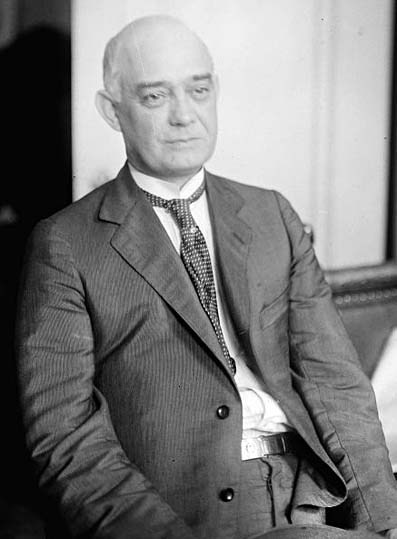
Austin Peay

Austin Peay (* 1. Juni 1876 bei Hopkinsville, Christian County, Kentucky; † 2. Oktober 1927 im Davidson County, Tennessee) war ein US-amerikanischer Politiker (Demokratische Partei) und der 39. Gouverneur des Bundesstaates Tennessee.

## Frühe Jahre und politischer Aufstieg
Der junge Austin Peay besuchte die Washington and Lee University und studierte anschließend Jura am Centre College. Nach seiner Zulassung zum Anwalt praktizierte er zunächst in Hopkinsville und später in Clarksville (Tennessee). Zwischen 1901 und 1905 war er Mitglied des Repräsentantenhauses von Tennessee; 1908 war er Wahlkampfmanager für Malcolm R. Patterson. Bereits 1918 bewarb er sich erstmals um das Amt des Gouverneurs von Tennessee, doch seine Partei entschied sich für Albert H. Roberts. Vier Jahre später errang er sowohl die demokratische Nominierung als auch den Sieg gegen den Amtsinhaber Alfred A. Taylor.

## Gouverneur von Tennessee
In seiner Amtszeit als Gouverneur (1923–1927) erreichte er mehr als die meisten anderen Gouverneure jener Zeit. 1923 wurde die Verwaltung grundlegend reformiert. Es entstanden acht Ministerien. Gleichzeitig wurde die Stellung des Gouverneurs gegenüber der Verwaltung gestärkt. Unnötige Bürokratie wurde abgebaut und der Gouverneur bekam eine bessere Kontrolle über den Haushalt des Staates. Er erließ eine Steuerreform und führte eine Mineralöl- und Tabaksteuer ein. Gleichzeitig wurde die Grundsteuer gesenkt.
Von den Einnahmen aus den neuen Steuern wurde der Ausbau der Straßen finanziert. Über die Hälfte des Haushaltes wurde dafür aufgewendet. Zu Beginn seiner Amtszeit waren gerade 244 Meilen asphaltiert, bei seinem Tod war diese Zahl auf über 4000 Meilen gestiegen. Darunter waren durchgehende Ost-West- und Nord-Süd-Verbindungen. Hinzu kamen noch 17 Brückenprojekte, die in seiner Amtszeit fertiggestellt wurden.
Auch das Bildungswesen erfuhr eine grundlegende Reform. Einheitliche Standards für Lehrer wurden eingeführt. Die Finanzierung der Grundschulen wurde soweit sichergestellt, dass in den meisten Fällen ein achtmonatiges Schuljahr angeboten werden konnte. Auch die Gelder für die University of Tennessee wurden erhöht. Besondere Aufmerksamkeit galt dem ländlichen Raum, wo neue Schulen entstanden. Überhaupt war es ein Anliegen des Gouverneurs, ländliche Gebiete zu fördern und die Lebensbedingungen dort zu verbessern.
Trotz all dieser teilweise teuren Reformen gelang ihm das Kunststück, aus einer anfänglichen Staatsverschuldung von etwa $3 Millionen einen Überschuss von $1,2 Millionen zu erwirtschaften. Dabei kam ihm allerdings die allgemeine wirtschaftliche Lage zu Hilfe. Der Boom der 1920er Jahre war in vollem Gange. Auch auf dem Gebiet des Gesundheitswesens leitete er Reformen ein. Mehr Geld wurde in den Ausbau der medizinischen Infrastruktur investiert. Erwähnenswert ist auch, dass er am Reelfoot Lake den ersten Naturpark des Landes gründete. Auch der Great Smoky National Park wurde während seiner Amtszeit erschaffen. Verbunden bleibt sein Name aber auch mit der Verabschiedung eines Gesetzes, das die Lehre von der Evolutionstheorie an den Schulen des Landes verbot. Die meisten seiner Reformen waren in Tennessee nicht unumstritten und er musste sich oft gegen Widerstände behaupten. Trotzdem schaffte er es 1924 und 1926 jeweils wiedergewählt zu werden.
In seinen letzten Jahren geriet er mit dem mächtigen Ex-Bürgermeister von Memphis, Edward Crump, in Konflikt. Dieser einflussreiche Politiker sah durch die Reformen des Gouverneurs seinen Einfluss und seine wirtschaftlichen Interessen in Tennessee gefährdet und arbeitete gegen ihn. Daraufhin spaltete sich die Demokratische Partei in zwei Fraktionen. Eine unterstützte den Gouverneur und die andere Crump. Austin Peay konnte seine dritte Amtszeit nicht mehr beenden. Er starb am 2. Oktober 1927 als erster und bisher einziger Gouverneur von Tennessee im Amt.
Er war mit Marie Sallie Hurst verheiratet. Das Paar hatte zwei Kinder.